# Обенро
Обенро́ (дат. Aabenraa, Åbenrå [ɔːpm̩ˈʁɔˀ], нем. Apenrade, юж.-ют. Affenråe) — город в Дании, регион Южная Дания, коммуна Обенро. Административный центр коммуны. Расположен в начале Обенросского фьорда, в 26 км от датско-германской границы. Впервые упоминается в XII веке. Входил в состав Священной Римской империи (до 1750), Пруссии (1864—1871), Германии (1871—1920) и Датского королевства (1750—1864, после 1920). Крупный купеческий город Западно-Балтийского региона. Центр рыболовства, торговли, судостроения. Площадь — 9,69 км². Население — 16 425 человек (2020).

## Название
- Обенро́, Опенро или Абенра́ (дат. Aabenraa, Åbenrå, «открытый пляж») − датское название города.
- Апенра́де (нем. Apenrade, [aːpn̩ˈʁaːdə]) − немецкое название города. Иногда − Апенроде[3].
- Аффенре (юж.-ют. Affenråe) − южно-ютландское название.

## История

### Средневековье

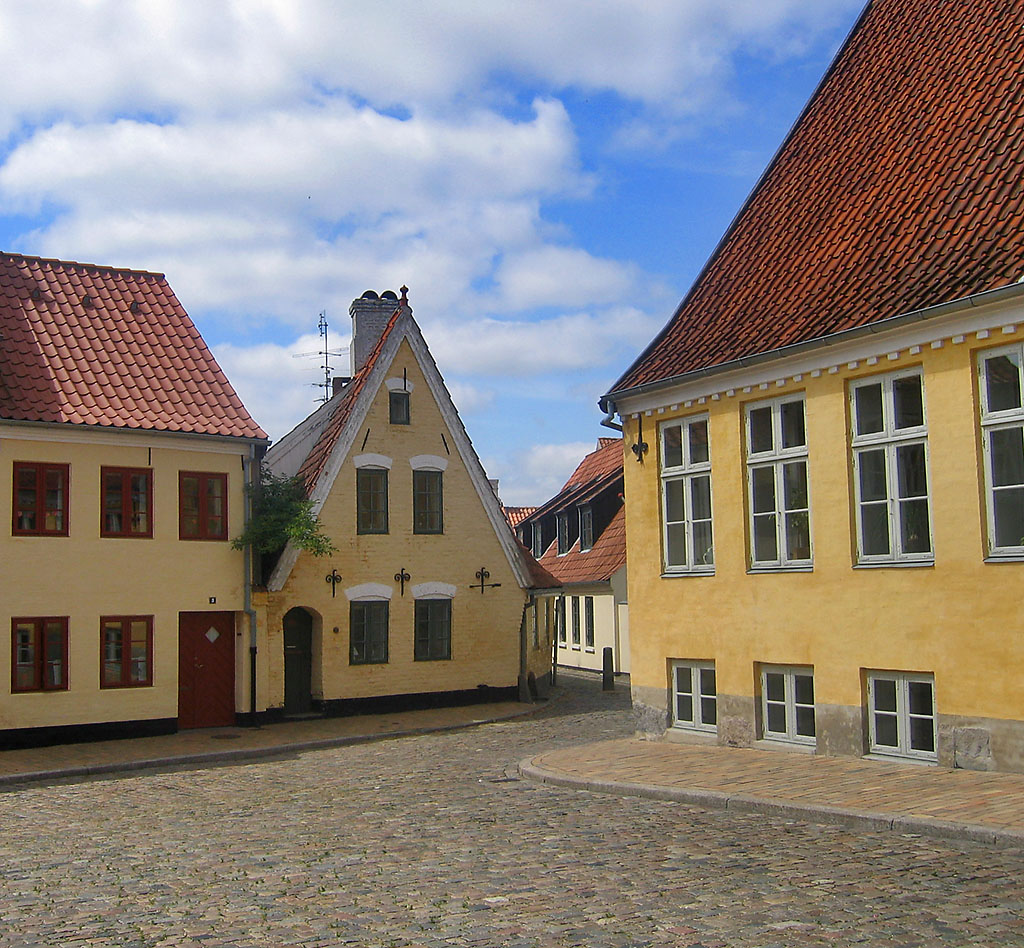
Улица старого города.

Обенро впервые упоминается в исторических документах под XII в. в связи с нападением на славян-вендов. Впоследствии это поселение разрослось вокруг епископского замка и в 1240 году получило от епископа статус купеческого городка, что было подтверждено грамотой 1335 года. Основными занятиями обитателей Обенро были выращивание хмеля и рыболовство. Это отразилось на городском гербе, где на синем щите изображены три серебряных рыбы в серебряных волнах.

### Датский период

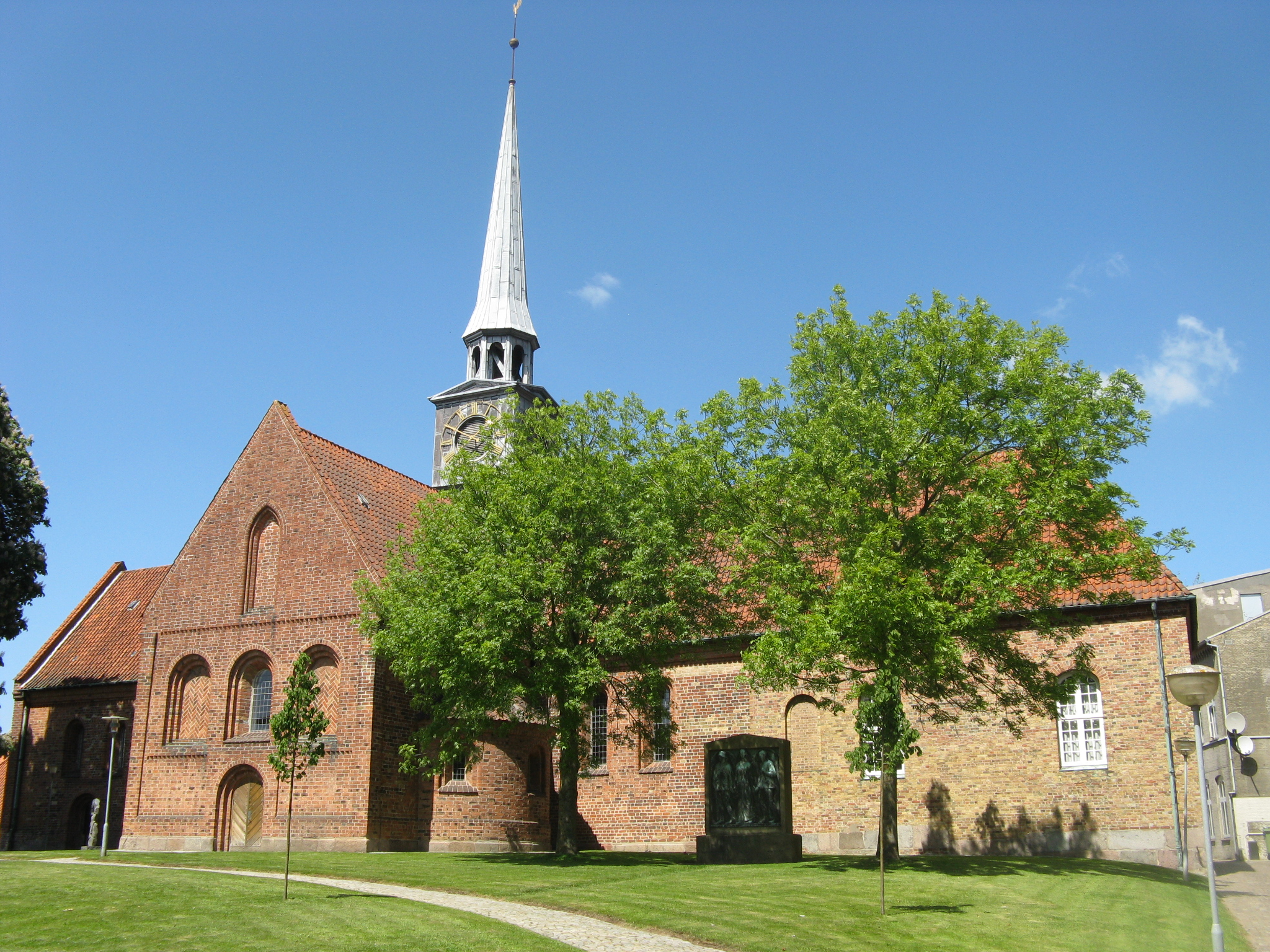
Церковь святого Николая.

В позднем средневековье и раннем новом времени Апенраде принадлежало к герцогам Шлезвигу и находилось в составе Священной Римской империи. В 1560—1721 годах оно принадлежало Гольштейн-Готторпскому герцогству, а затем перешло под контроль Датской короны и стало называться Обенро.
Период 1750—1864 годов стал золотым временем Обенро. Здесь сходились торговые пути из Средиземноморья, Китая, Южной Америки и Австралии. Огромная гавань была местом локации третьего купеческого флота страны, уступавшего только Копенгагену и Фленсборгу. В городе работала Обенросская верфь, где строились лучшие корабли того времени.

### В составе Германии
В 1864 году, в результате победы Пруссии в датско-прусской войне, Обенро вошло в состав Прусского королевства, а впоследствии, в 1871 году, − Германской империи. С 1867 года город входил в Апенрадский повет Шлезвиг-Гольштейнской провинции Пруссии.

### Возвращение Дании
После поражения Германии в Первой Мировой войне страна заключила Версальский договор от 28 июня 1919 года, который требовал провести на территории Шлезвига плебисцит населения о принадлежности к Дании 10 февраля 1920 года, под наблюдением наблюдателей от представителей Антанты, состоялся плебисцит в Северном Шлезвиге, так называемой Зоне I, в которую входил Апенрадский повет и город Апенраде. 67,7 % уездного населения (12.653 человека) проголосовали за вхождение в состав Дании. Однако город — 55,1 % апенрадцев (2.725 человек) — изъявили желание остаться в Германии. 15 июня того же года, вопреки волеизъявлению апенрадцев, весь Северный Шлезвиг, включая Апенрадский повет и город Апенрад перешел под датский контроль. Город получил официальное датское название Обенро.
До 1 января 2007 года Оберно являлось центром Южно-Ютландской волости. В результате датской административной реформы город передан в состав региона Южная Дания.

## Население
Исторически в городе преобладало немецкоязычное население. По состоянию на 1 января 2020 года в городе проживало 16425 человек.

## Уроженцы города
- Каспар фон Сальдерн (1711−1786) − гольштейнский и русский государственный деятель, дипломат, масон.
- Магда фон Дольке (1838−1926) − датская актриса театра, известная своими отношениями с королем Швеции Оскаром II.
- Эрнст Рейтер (1889−1953) − немецкий мэр Западного Берлина с 1948 по 1953 год.
- Йенс-Петер Бонде (1948−2021) − бывший политик и депутат Европарламента.

## Города-побратимы
Эстергом, Венгрия

### Монографии
- Hvidtfeldt, J.; Iversen, P. Aabenraa bys historie: 4 bind. Historisk Samfund for Sønderjylland, 1961—1985. ISBN 87-7016-084-8.

### Справочники
- Åbenrå // Encyclopædia Britannica. I: A-ak Bayes (15th ed.). Chicago, Illinois: Encyclopædia Britannica Inc, 2010, V. 1, p. 26.